# Édouard Guiard (architecte)
Pour les articles homonymes, voir Guiard.

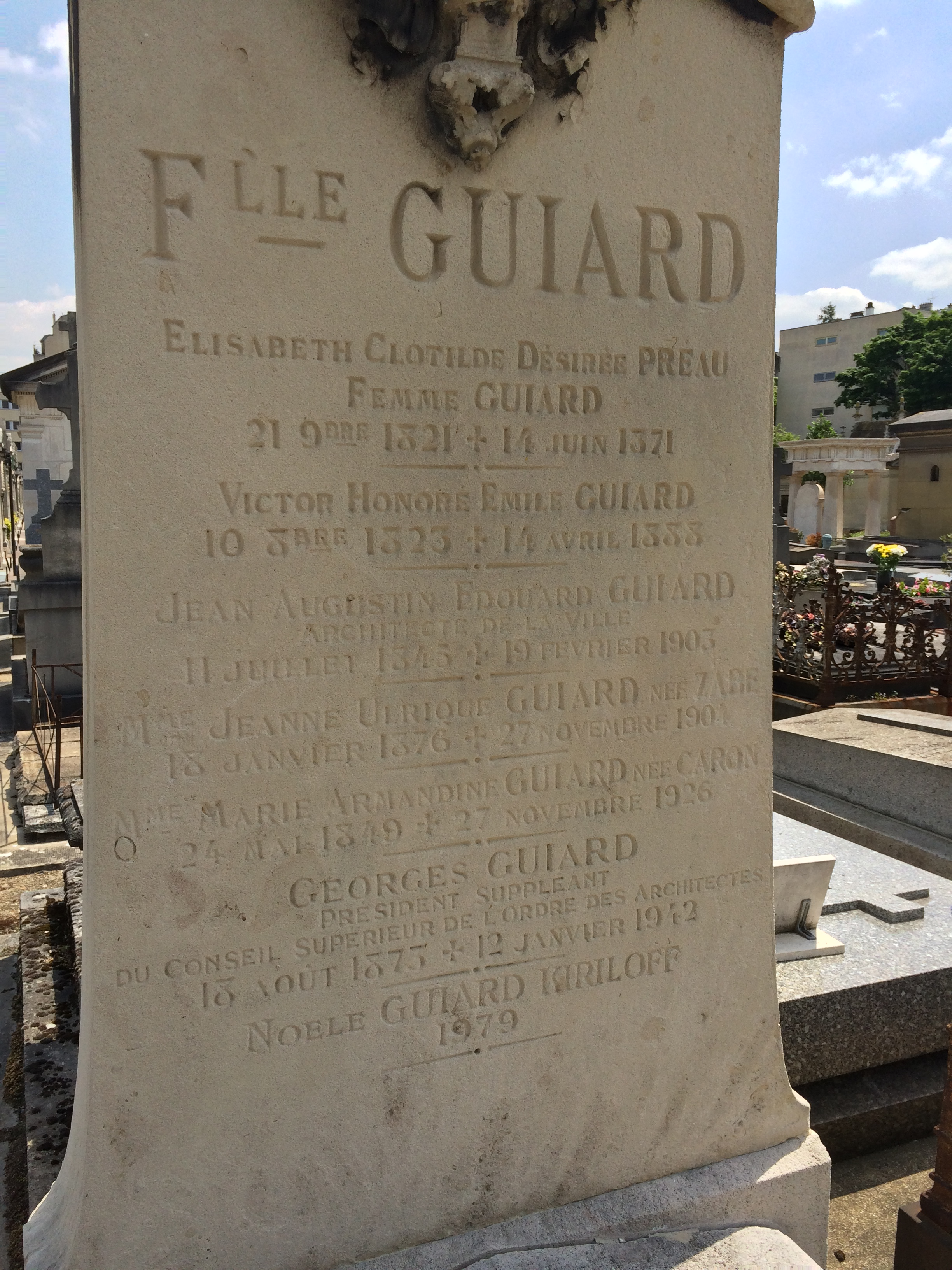
Tombe d'Édouard Guiard au cimetière ancien de Neuilly-sur-Seine.

Édouard Guiard (né Jean Augustin Édouard Guiard à Neuilly-sur-Seine le 11 juillet 1845 et mort dans la même ville le 19 février 1903) est un architecte français.

## Carrière

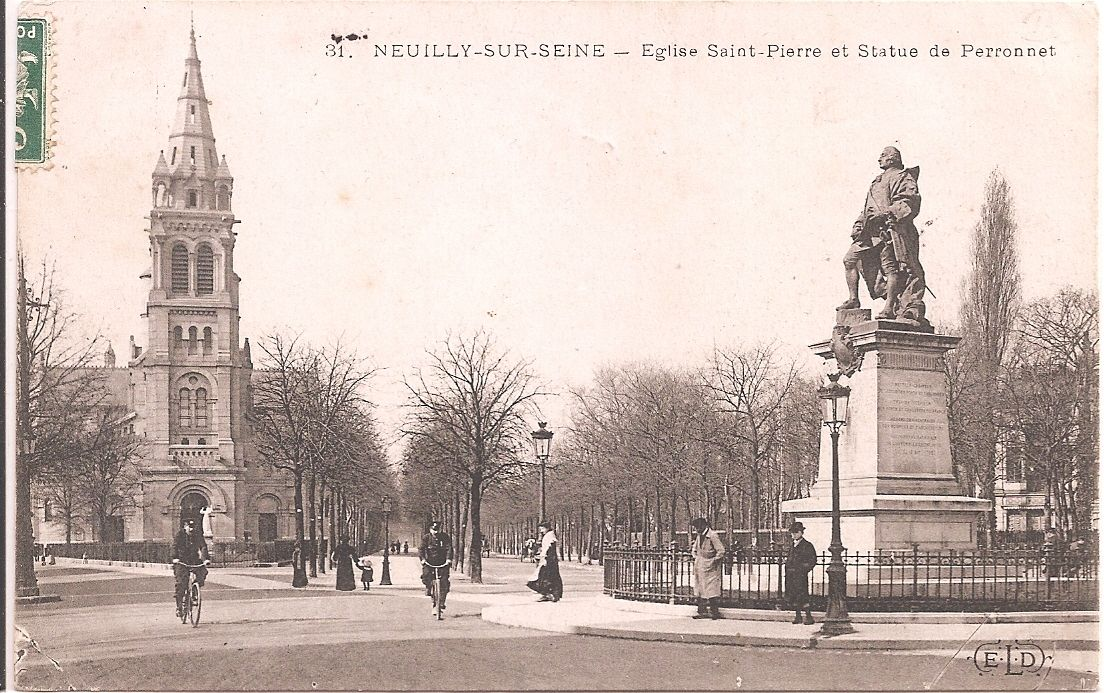
L'église Saint-Pierre de Neuilly et le monument à Perronet dans les années 1910.

Il est connu par ses réalisations à Neuilly-sur-Seine (dont il était l'architecte communal et où il est enterré), notamment l'école communale de filles attenante à la mairie, 92-94 avenue du Roule et une école de garçons (aujourd'hui totalement reconstruite) au 125 de la même avenue (aujourd'hui groupe scolaire Roule - Achille Peretti),.
Il a aussi réalisé le socle de la statue de Perronet, rond-point d’Inkermann (actuelle place Winston-Churchill). Lors de son inauguration en 1897, le ministre des Travaux publics Adolphe Turrel le fait officier de l'ordre de l'Instruction publique. La statue est fondue en 1942 sous le régime de Vichy afin de réutiliser le bronze pour l'effort de guerre et le socle est retiré.
Il est l'architecte du cimetière nouveau de Neuilly-sur-Seine.
Il est enterré au cimetière ancien de Neuilly-sur-Seine.

## Famille
Son fils Georges Guiard (1873-1942) était également architecte communal de Neuilly et ils sont parfois confondus. Il a réalisé le piédestal de la statue de Jeanne d'Arc située dans le square devant l'église Saint-Pierre.